# Liparis nyikana
Liparis nyikana är en orkidéart som beskrevs av Graham Williamson. Liparis nyikana ingår i släktet gulyxnen, och familjen orkidéer. Inga underarter finns listade i Catalogue of Life.